# Safen
Die Safen ist ein Fluss in der Steiermark in Österreich. Die Safen entsteht durch den Zusammenfluss der Hartberger Safen und der Pöllauer Safen in Sebersdorf.
Die Safen fließt durch Bad Waltersdorf, Leitersdorf bei Hartberg, Schwarzmannshofen, Bad Blumau, Bierbaum an der Safen und Safenau.
Sie mündet bei Deutsch Kaltenbrunn in die Lafnitz, die die Grenze zwischen der Steiermark und dem Burgenland bildet und zum Einzugsbereich der Donau gehört.
Das früheste Schriftzeugnis ist von 860 und lautet „ad Sabnizam“. Der Name geht auf slowenisch žaba (Frosch/Kröte) zurück.
Der Bach wurde in den 1960er-Jahren reguliert. 
In Bad Blumau befindet sich ein kleines Wasserkraftwerk und der naturnah gestaltete Thermenpark, der das von Friedensreich Hundertwasser gestaltete Hotel Rogner Bad Blumau mit dem Ort verbindet. Am Kleinwasserkraftwerk Bad Blumau wurde ein Fischlift errichtet. Im Zuge eines Monitorings wurden rund 4.500 Fische aus 25 Fischarten nachgewiesen.

## Bildergalerie

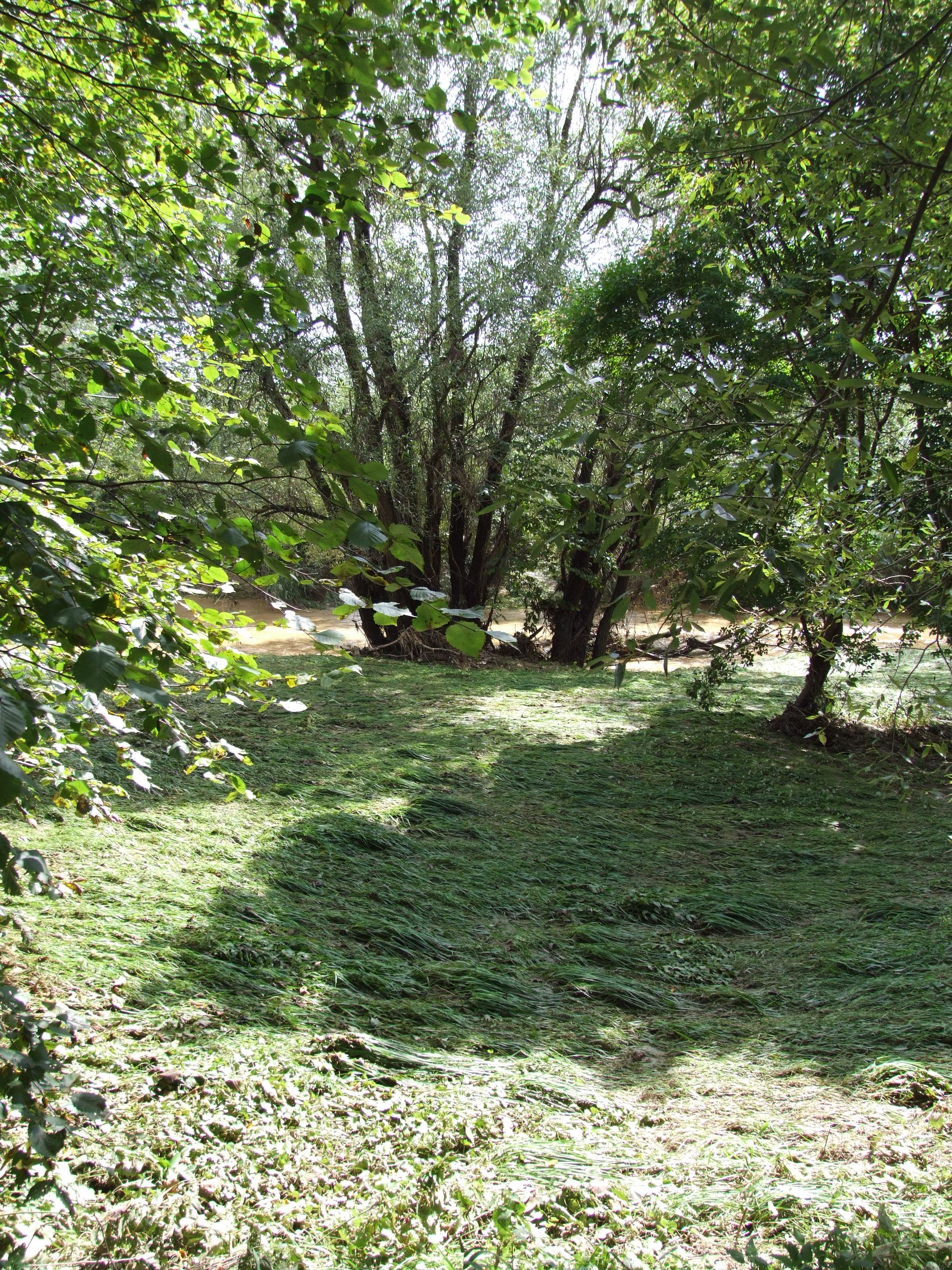
Auenwiese der Safen nach Überschwemmung beim Hotel Rogner Bad Blumau
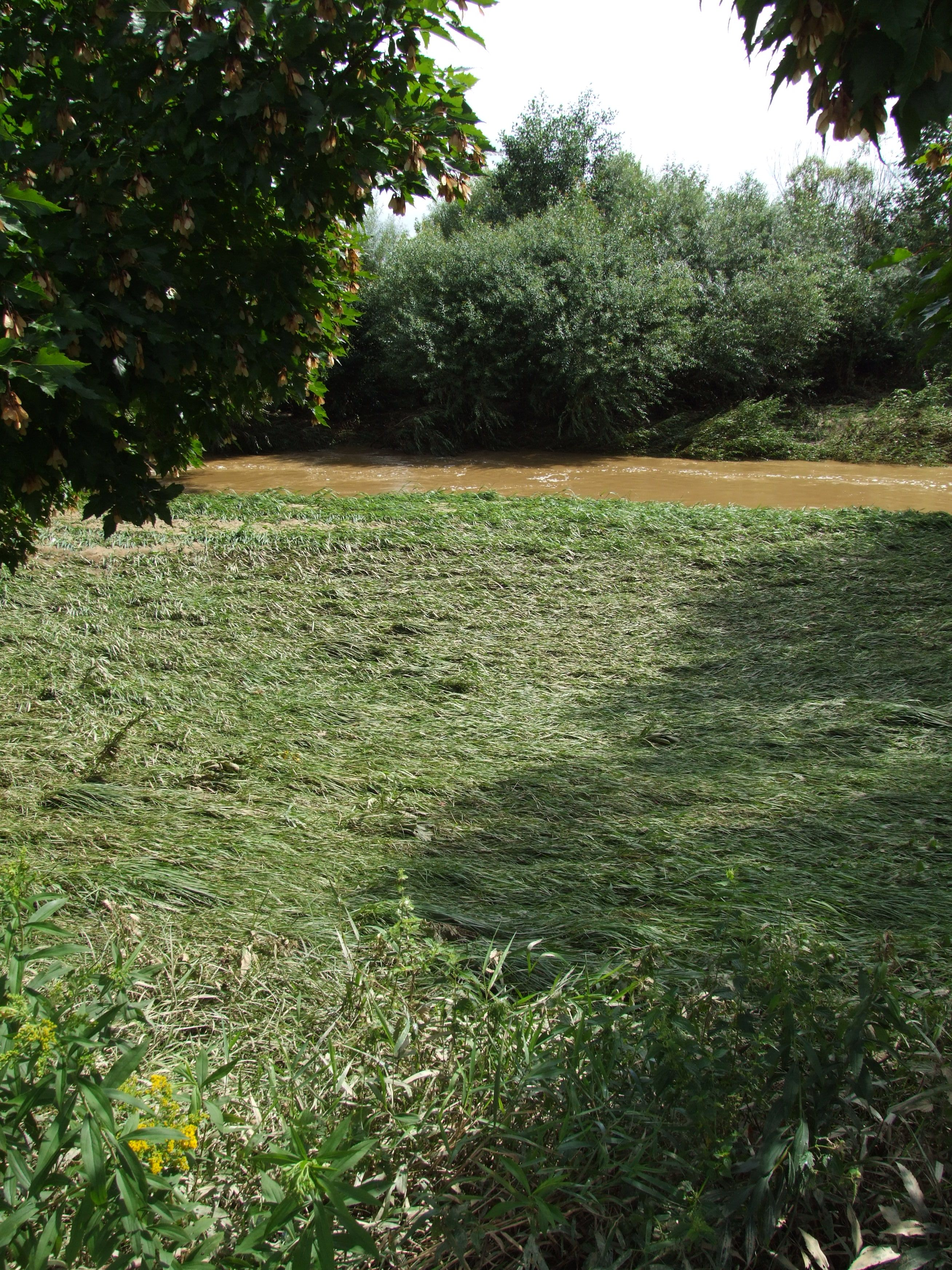
Nach Überschwemmung trockengefallene Wiese. Nach einem Gewitter ist der Fluss noch getrübt von mitgeführter Erde.
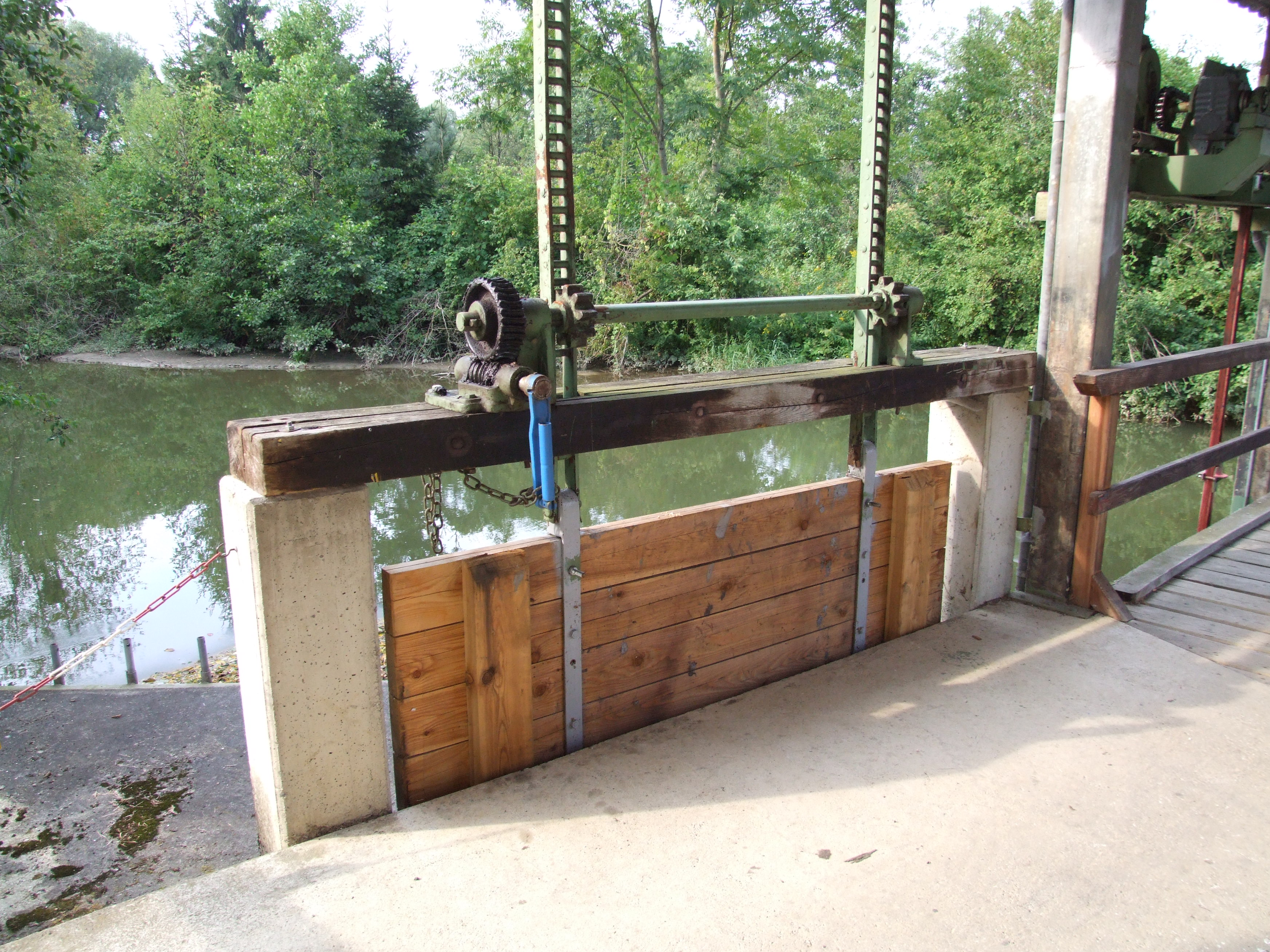
Stauwehr des E-Werks Bad Blumau
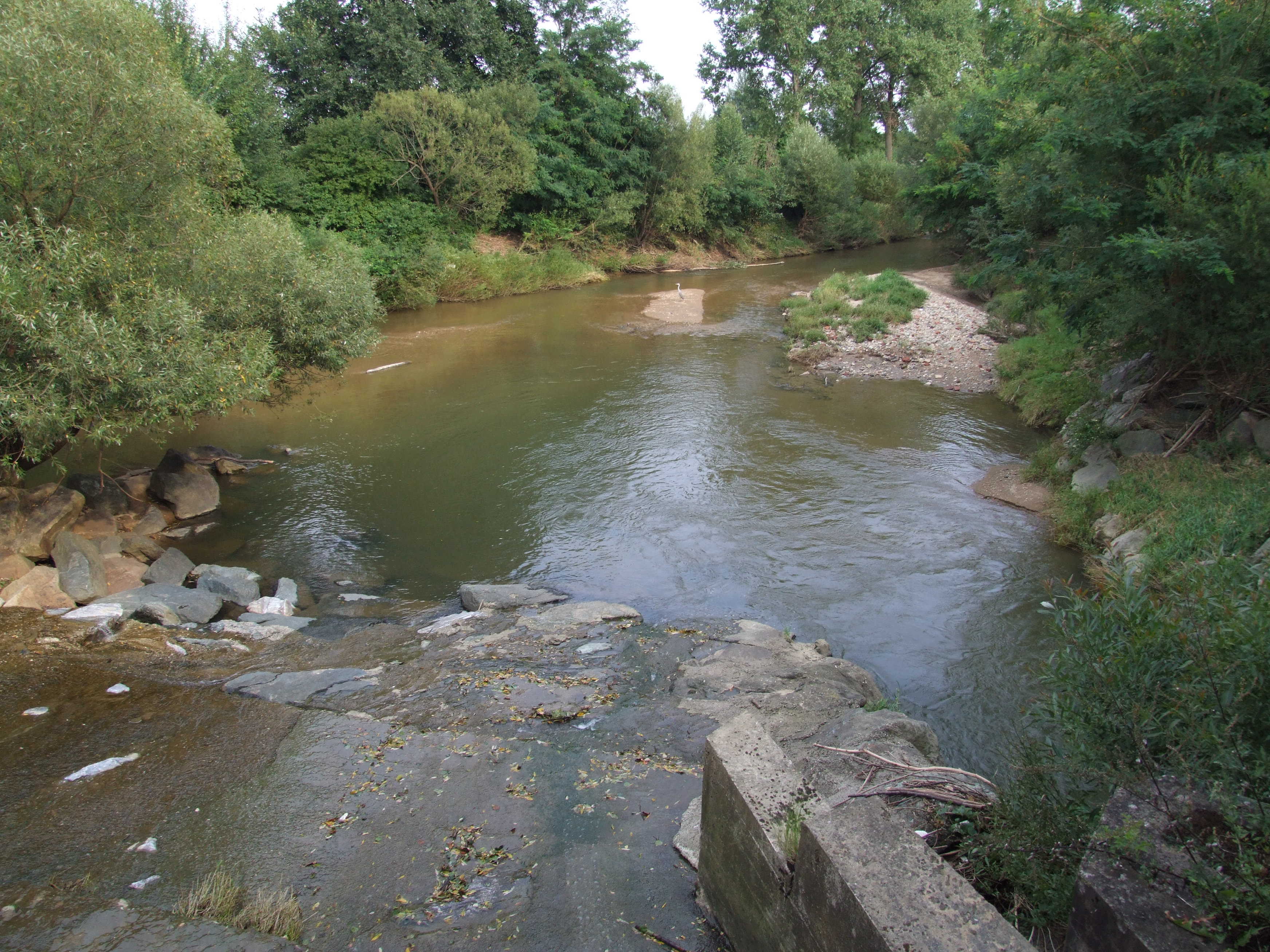
Safen unterhalb des E-Werks Bad Blumau
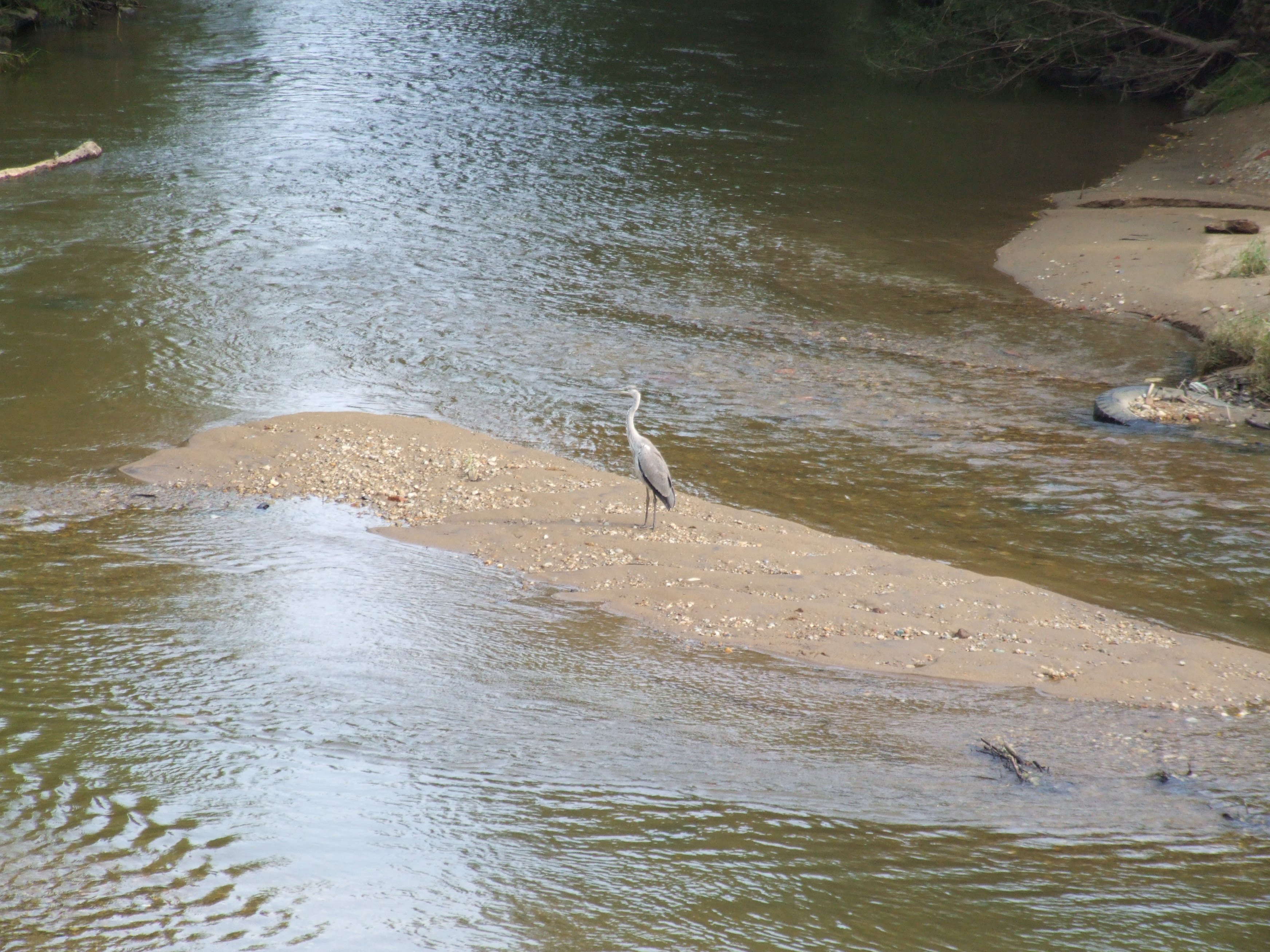
Reiher im Auslaufbereich des E-Werks Bad Blumau
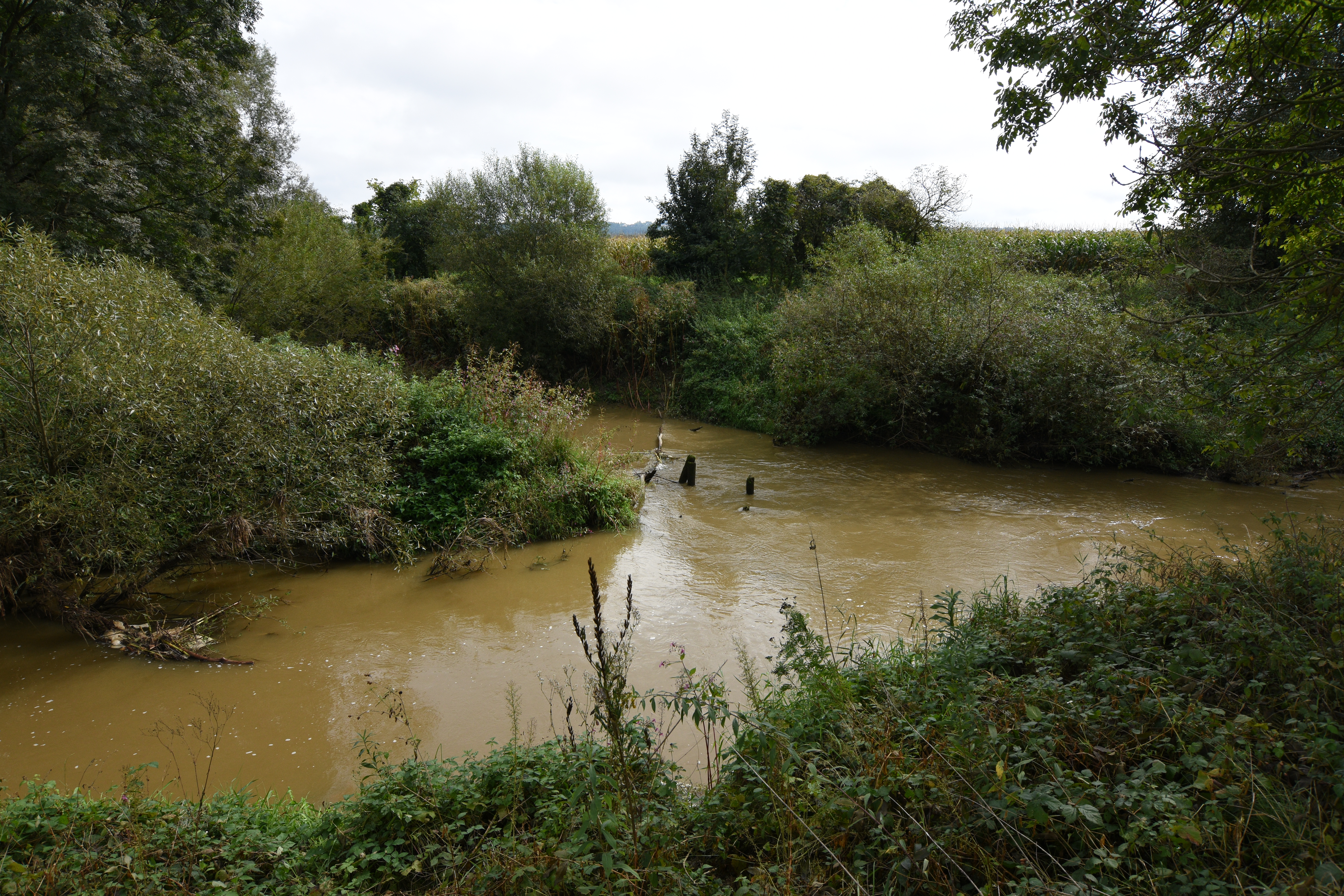
Safenmündung in die Lafnitz